# Jeboehlkia gladifer
Jeboehlkia gladifer – gatunek ryby z rodziny strzępielowatych, jedyny przedstawiciel rodzaju Jeboehlkia Robins, 1967. 
Występowanie: zachodnie Karaiby

## Opis
Osiąga do 4,1 cm długości.